# Alkwin Kollege
Het Alkwin Kollege is een katholieke middelbare school in Uithoorn.

## Geschiedenis
Het Alkwin Kollege is opgericht in 1966. Toen begon het Alkwin Kollege (AK), als dependance van het Keizer Karel College in Amstelveen, in een oude school van een klooster. De school is vernoemd naar Alcuinus, de leraar van keizer Karel de Grote. Er waren maar een paar klassen. Andere oude scholen bleken ook niet genoeg. In 1968 werden een houten noodgebouw, speciaal voor het AK gebouwd achter een boerderij, Bandjer Masin, bij de kruising Zijdelweg en spoorlijn (waar nu de tram doorheen rijdt naar het busstation). Er kwamen steeds meer leerlingen. Rond 1980 waren het 1100. Steeds moest er weer een deel aan de houten noodbouw worden gebouwd. Pas in 1989, de boerderij was toen al lang afgebroken, werd er een 'echt' stenen gebouw neergezet. Ook dit was niet voldoende. Na het jaar 2000 groeide het AK tot een school met ruim 1400 leerlingen.
Daarom werden tegen het gebouw van 1989 twee nieuwe vleugels 'geplakt', genaamd Banaan 1 en Banaan 2. Deze namen werden gekozen omdat de twee nieuwe vleugels licht gebogen en knalgeel zijn. Het motto van de school is "een school die leeft".
Later werd deze slogan veranderd in: "Leren... altijd overal en van iedereen"
En nog later dan dat werd deze slogan veranderd in: "Samen leven, samen leren!"

## Radio 538
De school werd in 2006 genomineerd voor de schoolaward van Radio 538 en werd tweede. Ook in 2007 werd het Alkwin Kollege genomineerd.

## Lustrum
In 2006 bestond het Alkwin Kollege 40 jaar. Dit werd gevierd met de lustrumfeesten. Alle leerlingen gingen naar de Efteling en de volgende dag konden zij kiezen uit 50 activiteiten.
In 2011 waren er nieuwe lustrumactiviteiten ter gelegenheid van het 45-jarig bestaan van de school, dit keer gingen alle leerlingen naar Walibi en werd er ook een filmnacht gehouden op school. Ook was er een recordpoging voor de langste polonaise. Verder werd er in 2011 nog een reünie voor oud-leerlingen georganiseerd ter ere van de 45 jaar.
In 2016 vierde het Alkwin Kollege het 50-jarig bestaan. Ter gelegenheid van deze gebeurtenis gingen alle leerlingen en docenten een dag naar Movie Park Germany en werd er een gala gegeven in de studio's van Aalsmeer.

## Spijt!
Het Alkwin Kollege werd in 2012 gebruikt voor de opnames van de film Spijt! In de film is het schoolplein, het Franse lokaal en de aula gebruikt.